# 泣きたい夜もある
『泣きたい夜もある』（なきたいよるもある）は、1993年4月4日から同年9月26日まで、TBS系列（ただし一部系列局除く）で放送されたテレビドラマである。毎日放送（MBS）と東宝芸能の共同制作。放送時間は、毎週日曜23:00 - 23:30（JST）。JTの一社提供番組。「JTドラマBOX」シリーズの第2作。

## 概要
愛情、恋愛にちなんだストーリーを二人芝居、一話完結のオムニバス形式で描いた。

## タイトル・出演者
- 4月4日　第1回 「真夜中の目覚まし時計」／わかば：斉藤由貴、真一：風間杜夫
- 4月11日　第2回 「ラストプログラム」／久美子：有森也実、谷：天宮良
- 4月18日　第3回 「僕だけの女神」／タケシ：木村拓哉、マユミ洞口依子
- 4月25日　第4回 「三度目の偶然」／幸太郎：藤田朋子、菜恵：斉藤晴彦
- 5月2日　第5回 「夜空の晩餐会」／真紀：小川範子、浩三：平田満
- 5月9日　第6回 「パパへのレッスン」／真澄：つみきみほ・礼：金山一彦
- 5月16日　第7回 「見合いの不始末」／紀子：国生さゆり・昌：段田安則
- 5月23日　第8回 「あにいもうと」／うじきつよし・白島靖代
- 5月30日　第9回 「別れるための新婚初夜」／加奈子：沢口靖子、満：勝村政信
- 6月6日　第10回 「訣別-わかれ-」／横山めぐみ、米山善吉・重松収・五月晴子・岸田修治
- 6月13日　第11回 「五年目のカーテンコール」／筧利夫・生田智子
- 6月20日　第12回 「鳴らない結婚鐘」／武志：高嶋政伸・藤森：長塚京三
- 6月27日　第13回 「男たちの決算」／南：錦織一清・村井：大竹まこと・石黒正男
- 7月4日　第14回 「余白のあとのエピローグ」／新吉：佐野史郎・夏実：水島かおり・中澤青六・岸田修治
- 7月11日　第15回 「始発電車が走るまで」／晶子：小林聡美・大原：大高洋夫
- 7月25日　第16回 「出発（たびだち）」／父：蟹江敬三・彰一：松岡昌宏・田原加奈子
- 8月1日　第17回 「忘れるために」／圭子：財前直見・田口：梨本謙次郎
- 8月8日　第18回 「ちいさな決意」／内藤剛志・黒沢怜良
- 8月15日　第19回 「1/2にできなくて」／由利子：松原千明・達夫：橋爪淳
- 8月22日　第20回 「君と僕のために」／萩原聖人・渡辺満里奈・篠塚諒・野村信次
- 8月29日　第21回 「涙憶」／健二：別所哲也・直子：水野真紀
- 9月5日　第22回 「同じ空の下で」／渡：高杢禎彦・若菜：越智静香
- 9月12日　第23回 「ご入園のてびき」／真佐子：羽田美智子・則之：中野英雄
- 9月19日　第24回 「父の再婚」／孝治：川谷拓三・奈々子：七瀬なつみ・岸田修治
- 9月26日　最終回 「鏡の中の終章」／透子：若村麻由美・伸太郎：嶋田ひろし・中沢敦子・幸亜矢子・土井雅代

## スタッフ
- 脚本 - 岡田惠和、友澤晃、飯田健三郎、長谷川康夫、久松真一、長谷川隆
- 演出 - 藪内広之、長谷川康夫、渡辺孝好、永井恵一、保田憲男
- 企画 - 山田尚、市村朝一
- プロデューサー - 丸谷嘉彦、小滝祥平、永井恵一
- 制作協力 - デスティニー、東通企画

## 主題歌
- 「ほんの短い夏」 伊勢正三

## 挿入歌
- 「永遠」 See-Saw

| 毎日放送 JTドラマBOX | 毎日放送 JTドラマBOX | 毎日放送 JTドラマBOX |
| 前番組               | 番組名               | 次番組               |
| -------------------- | -------------------- | -------------------- |
| ビーナスハイツ       | 泣きたい夜もある     | デザートはあなた     |